# Мінеральні солі
Мінеральні солі — осадові мінерали, які кристалізуються при випаровуванні та охолодженні природних водних розчинів, що є сильними електролітами. Процес утворення М.с. протікає внаслідок перенасичення розчинів.
До групи мінералів, що об'єднуються під загальною назвою солі, відносять мінерали, які утворюються з істинних соляних розчинів і порівняно легко розчиняються у воді. Вони мають солоний або гірко-солоний смак. Найпоширенішими мінералами цієї групи є солі натрію, калію і магнію: галіт, сильвін, карналіт, тенардит, мірабіліт, каїніт, лангбейніт.

## Історія
Концепція виокремлення солей як succi concreti («загуслих соків») сходить ще до алхіміків. До «загуслих соків» в основному відносили такі речовини, які згодом часто стали позначатися як солі. Георг Агрікола дає в De natura fossilium (Basileae, 1546, p. 185) наступне визначення succi concreti: це — сухі і досить тверді речовини, які, будучи зволожені водою, не розм'якшуються, але розчиняються.
У «De ortu et causis subterraneorum» (Basileae, 1546, III, 46) Г.Агрікола каже: «Так зазвичай називаю також мінерали, які легко розчиняються у питній воді; принаймні деякі камені і навіть метали складаються із загуслих соків, вони, однак, холодом настільки згущені, що розчиняються важко або зовсім не розчиняються». Г.Агрікола розумів під «загуслими соками» за їх походженням тверді речовини, що випали з розчинів. (Прим. 14 до книги 7-ї).
Щодо використання солей («загуслих соків») Г.Агрікола у De Re Metallica пише: «Винахідливі люди, помітивши, що води деяких озер сповнені таких природних соків, що згущуються та просихають від сонячного тепла, і що з них виходять загуслі соки, …направили їх у неглибокі западини. Однак, коли люди побачили, що в такий спосіб можна добувати загуслі соки тільки в літню пору і не у всіх місцевостях, але лише в спекотних і помірних, і до того ж там, де влітку рідко випадають дощі, вони почали варити такі води в посудинах на вогні. Таким чином, виявилося можливим у всі пори року і в усіх місцевостях, навіть найхолодніших, видобувати з вод, насичених соками від природи або штучним шляхом, загуслі соки шляхом виварювання їх із цих вод».
В Україні безперервно щонайменше від 14 ст. діє Дрогобицька солеварня — станом на 2020-ті роки — «Солевиварювальний Дрогобицький завод» — державне підприємство, основний вид діяльності якого — добування кухонної солі за старою технологією випарювання розсолу у чренах. Крім того, ця технологія застосовувалася у 17 ст. для видобування солі на Донбасі (на Бахмутських та Торських промислах). А природне випарювання солі, широко відоме в Україні з середньовіччя як традиційний спосіб чумацького соляного промислу, навіть у 20-21 ст. використовується для добування кухонної солі на Кінбурнському півострові та Сиваші.

## Класифікація
За генетичною класифікацією розрізняють такі відклади мінеральних солей:
- I. Морські соляні родовища:
  - а) незмінені;
  - б) змінені.
- II. Континентальні соляні родовища:
  - а)хлориди;
  - б) сульфати;
  - в) карбонати;
  - г) борати;
  - д) нітрати.
- III. Розсоли.

Цей поділ умовний, оскільки одні й ті ж мінерали часто формуються, і в морських, і в континентальних умовах.
Основні групи мінеральних солей представлені:
- галогенідами (галіт, сильвін, бішофіт, карналіт, тахігідрит, ринеїт),
- сульфатами (тенардит, мірабіліт, афтиталіт, кізерит, гексагідрит (сакіїт), епсиміт, вантгофіт, бльодит (астраханіт), лангбейніт, леоніт, пікромерит, глауберит, сингеніт, полігаліт та ін.),
- змішаними солями (каїніт, дансит),
- нітратами та сумішами (натрієва селітра, калійна селітра, дарапськіт, лаутарит та ін.),
- карбонатами (трона, термонатрит, нагколіт, натрон, ганксит, беркеїт (бьоркеїт), сульфогаліт, шайрерит, тихіт та ін.),
- боратами (сасолін, бура, тинкалконіт, керніт, улексит, пандерміт, колеманіт, ініоніт, гідроборацит, борацит, сайбеліїт).

## Групи за локалізацією
Мінерали морських соляних родовищ представлені понад 30 розчинними мінералами і ще більшою кількістю нерозчинних. Серед розчинних розповсюджені лише галіт, сильвін, карналіт, каїніт, гангбейніт, кізерит, полігаліт та синґеніт. Іноді в морських відкладах зустрічається глауберит, тенардит та епсоміт. Найбільші поклади морських калійних солей є в Канаді та в РФ (Урал). Соляні відклади встановлені у нижньокембрійських і навіть у докембрійських утвореннях, але розчинні солі в родовищах такого давнього віку невідомі. Найсприятливіші умови для накопичення розчинних солей мали місце у пермський період. Утворення великих родовищ солей морського походження приурочені до теплих аридних зон.
Континентальні розчини відрізняються великою різноманітністю. Їх склад визначається в першу чергу процесами вивітрювання поверхневих порід і меншою мірою вулканічною діяльністю. За хімічним складом багато з цих розчинів близькі до морської води, і з них при випаровуванні або охолодженні виділяються ті ж солі. Розчинні солі неморського походження відомі в багатьох внутрішньоконтинентальних басейнах. Загальні запаси їх в цілому малі в порівнянні з морськими родовищами, і вони відрізняються від останніх великими варіаціями хімічного складу. Найбільші родовища континентальних солей: Ґрін-Рівер, басейн Сірлс-Лейк (США, шт. Каліфорнія), Лагуна-дель-Рей (Мексика).
Сульфати охоплюють велику кількість мінеральних солей: тенардит, мірабіліт, ґлауберит, астраханіт, епсоміт та ін.
Нітрати зустрічаються рідко. Відоме тільки одне їх промислове родовище (пов'язане з накопиченням каліче в пустелі Атакама, Чилі) і декілька невеликих покладів.
Карбонатні мінерали практично повністю представлені карбонатами натрію: трона, термонатрит, нагколіт, натрон, ганксит, беркеїт (бьоркеїт), сульфогаліт, шайрерит, тихіт та ін. Багато з розповсюджених світових покладів цих мінералів являли собою безстічні озера з великим вмістом карбонатів (приклад — поклади в пустелі Сахара в Єгипті, у Півд.-Зах. Африці, у Півд. та Півн. Америці тощо). В деяких родовищах М.с. простежується зв'язок їх утворення з вулканізмом (приклад — оз. Натрон, Танзанія, де натрієво-карбонатні утворення виникли в результаті вилуговування карбонатитових лав), а в інших — з механізмом бактеріального відновлення (родов. в Єгипті).
Борати майже виключно пов'язані з гарячими джерелами вулканічних областей. Найрозповсюдженіші борати кальцію, відомо також декілька великих родовищ боратів натрію. Рідкісніші борати магнію, ще рідше зустрічаються борати стронцію.

## Назви окремих солей
Розрізняють:
- сіль абраумську (суміш солей карналіту, сильвіну та ін.),
- сіль амонієву або амонійну (зава назва нашатирю),
- сіль англійську (застаріла назва епсоміту),
- сіль бритинову-берводну (застаріла назва глаубериту),
- сіль буру (застаріла назва залізистого алюногену (тектициту)),
- сіль вапноподібну (застаріла назва епсоміту),
- сіль везувійську (застаріла назва глазериту),
- сіль волосисту (застаріла загальна назва епсоміту, галотрихіту і галіту у вигляді волокнистих аґреґатів),
- сіль гірку (застаріла назва епсоміту),
- сіль ґлауберову (глауберову) (те ж саме, що й мірабіліт, інколи так називають також тенардит),
- сіль ґлетчерну (зайва назва епсоміту),
- сіль дивну (застаріла назва мірабіліту),
- сіль епсомітову (застаріла назва епсоміту),
- сіль зоотинову (застаріла назва натріїстої селітри),
- сіль кам'яну (самосадний крупнозернистий галіт),
- сіль кухонну (загальна торговельна назва для різних видів природної солі NaCl: кам'яної, озерної, кореневої, гранатки. Цим же терміном позначають товарну продукцію харчової солі; те саме, що й галіт),
- сіль льодяну (торговельна назва крупнокристалічного галіту),
- сіль мауерову (застаріла назва нітрокальциту — Ca[NO3]2•4H2O),
- сіль мишачу (зайва назва метавольтину),
- сіль мікрокосмічну (зайва назва стеркориту),
- сіль мінеральну (осад, який г.ч. складається з розчинних солей: ґіпсу, ангідриту та різних галоїдних сполук, осадження яких зумовлене випаровуванням),
- сіль Мора (морит), сіль морську (водний хлористий натрій NaCl•2H2O, утворює тверді гострі кристали на поверхні льодового покриву Північного льодовитого океану),
- сіль озерну (застаріла назва галіту),
- сіль перисту (галотрихіт),
- сіль самосадну (торговельна назва самосадного галіту),
- сіль Себастьяна (застаріла назва тенардиту),
- сіль седативну (застаріла назва сасоліну),
- сіль сибірську (застаріла назва мірабіліту),
- сіль Седлітця (епсоміт),
- сіль синю (відміна галіту синього кольору),
- сіль соколину (місцева якутська назва галіту),
- сіль стінну (застаріла назва нітрокальциту — Ca[NO3]2•4H2O),
- сіль тверду (суміш сильвіну з галітом),
- сіль тріскучу (галіт з включенням газів, який розтріскується при розчиненні),
- сіль фосфорну (застаріла назва стеркориту),
- сіль чудесну (застаріла назва мірабіліту).